# اردوان زرندیان
اردوان زرندیان نویسندهٔ ایرانی کتاب‌های کودک و نوجوان است.

## افتخارات
کتاب جنگل‌های مانگرو (حرا) از آثار او (با تصویرگری هادی انصاری) که در سال ۱۳۹۷ از سوی نشر انتشارات فنی ایران منتشر شد، در فهرست کلاغ سفید (۲۰۱۹) قرار گرفت.